# 梁倬軒
梁倬軒（Hinson Leung，1987年11月25日—），前香港足球運動員，司職中場。中學就讀港島名校聖若瑟書院，畢業後考進香港中文大學工商管理學系，同年進入南華預備組，一年後被教練及班主賞識而提拔至一隊，正式展開職業球員生涯。2009年入選香港代表隊參加東亞運動會，為香港足球奪得史上首枚大型綜合運動會金牌。及後於2011年正式退役。

## 個人簡歷
梁倬軒於中學時期就讀於港島名校聖若瑟書院，曾在2006年同時以足球隊和籃球隊隊長身分帶領校隊贏得學屆賽雙料冠軍，會考成績更高達28分（6科中4A2B），被報章譽為文武雙全。中學畢業後入讀香港中文大學工商管理系，2007年進入南華預備組，首年便替南華奪得預備租聯賽冠軍。由於在預備組賽事表現突出，一年後便被教練賞識而提拔至一隊，正式展開職業球員生涯。B

## 球會生涯
梁倬軒出身於香港甲組足球聯賽老牌球會南華足球隊青年軍，於2008年獲得提升上甲組隊。
2009年5月19日在亞洲足協盃主場對陣馬爾代夫球隊VB競技的賽事中，於80分鐘後備入替隊長李海强，首次為甲組隊上陣。
於比賽後，足球主委羅傑承於南華足球隊官方部落上介紹此位新秀，並且稱讚他：「今天他出場短短十多分鐘，但表現出膽色和腦筋，一傳一送和盤球都十分不俗。」
到了2011年1月，於冬季轉會市場關閉前，南華宣佈將梁倬軒外借至天水圍飛馬。
2011年6月，梁倬軒外借完畢後未有獲得南華留用，他於是結束職業球員生涯，接受傑志聘請，擔任由傑志舉辦的職業足球員培育計劃導師，帶領一班年青學員於香港乙組足球聯賽球隊球會大中作賽。

## 國際賽生涯
2009年8月，在台灣舉行的東亞足球錦標賽預賽，梁倬軒首次入選香港足球代表隊參賽球員名單，並奪得該項賽事冠軍，令香港足球代表隊成功力壓北韓，獲得參加東亞足球錦標賽2010年決賽圈的資格。
2009年12月，在香港舉行的東亞運動會足球賽，梁倬軒有份入選香港奧運足球代表隊參賽球員名單，並於對陣中國和北韓時後備入替。
2010年1月，梁倬軒入選香港足球代表隊參賽球員名單出戰2011年亞足聯亞洲盃外圍賽，並於對陣巴林和葉門時後備入替。
2010年10月，在台灣舉行的首屆龍騰盃足球賽，梁倬軒有份入選香港奧運足球代表隊參賽球員名單，並奪得該項賽事冠軍。

## 球場以外
於2009年，梁倬軒以客串身份參與由無綫電視製作的《南華夢飛翔》的演出。
於2010年，梁倬軒與南華隊友文彼得、李威廉、郭建邦和陳肇麒組成樂隊「RED FORCE」，於2011年1月推出了首張迷你專輯──《紅色力量》，所有收益不扣除任何成本下，全數撥捐保良局足球發展基金。
梁倬軒曾經與南華隊友歐陽耀沖合資經營賣鞋生意。

## 個人榮譽
球會
- 2008-2009 快意空調甲組聯賽 冠軍

- 2009-2010 BMA甲組足球聯賽 冠軍

- 2009-2010 康寶高級組銀牌 冠軍

香港代表隊
- 2009年東亞足球錦標賽預賽冠軍

- 2009年東亞運動會足球項目金牌

- 2010年龍騰盃龍騰盃冠軍

## 職業生涯數據
| 球會表現           | 球會表現           | 球會表現           | 聯賽  | 聯賽 | 高級銀牌 | 高級銀牌 | 初級銀牌 | 初級銀牌 | 聯賽盃 | 聯賽盃 | 足總盃 | 足總盃 | 亞協盃 | 亞協盃 | 總計   | 總計 |
| 球季               | 球會               | 聯賽               | 上陣  | 入球 | 上陣     | 入球     | 上陣     | 入球     | 上陣   | 入球   | 上陣   | 入球   | 上陣   | 入球   | 上陣   | 入球 |
| ------------------ | ------------------ | ------------------ | ----- | ---- | -------- | -------- | -------- | -------- | ------ | ------ | ------ | ------ | ------ | ------ | ------ | ---- |
| 2008-09            | 南華               | 港甲               | 0     | 0    | -        | -        | -        | -        | -      | -      | 0      | 0      | 0(1)   | 0      | 0(1)   | 0    |
| 2009-10            | 南華               | 港甲               | 3(2)  | 1    | 0(1)     | 0        | -        | -        | -      | -      | 1      | 0      | 0      | 0      | 4(3)   | 1    |
| 2010-11            | 南華               | 港甲               | 0(2)  | 0    | 0        | 0        | -        | -        | 1      | 0      | -      | -      | -      | -      | 1(2)   | 0    |
| 總計（南華）       | 總計（南華）       | 總計（南華）       | 3(4)  | 0    | 0(1)     | 0        | -        | -        | 1      | 0      | 1      | 0      | 0(1)   | 0      | 5(6)   | 0    |
| 2010-11            | 天水圍飛馬         | 港甲               | 1(1)  | 0    | -        | -        | -        | -        | 0      | 0      | 0      | 0      | 0(1)   | 0      | 1(2)   | 0    |
| 總計（天水圍飛馬） | 總計（天水圍飛馬） | 總計（天水圍飛馬） | 1(1)  | 0    | -        | -        | -        | -        | 0      | 0      | 0      | 0      | 0(1)   | 0      | 1(2)   | 0    |
| 2011-12            | 大中               | 港乙               | 18(1) | 4    | -        | -        | 4        | 2        | -      | -      | -      | -      | -      | -      | 22(1)  | 6    |
| 2012-13            | 大中               | 港乙               | 7(2)  | 1    | -        | -        | 0        | 0        | -      | -      | -      | -      | -      | -      | 7(2)   | 1    |
| 總計（大中）       | 總計（大中）       | 總計（大中）       | 25(3) | 5    | -        | -        | 4        | 2        | -      | -      | -      | -      | -      | -      | 29(3)  | 7    |
| 總計（職業生涯）   | 總計（職業生涯）   | 總計（職業生涯）   | 29(8) | 5    | 0(1)     | 0        | 4        | 2        | 1      | 0      | 1      | 0      | 0(2)   | 0      | 35(11) | 8    |

- 更新至2012年11月28日

## 外部連結
- 香港足球總會網頁球員資料 （页面存档备份，存于）